# Staro Petrovo Selo
Staro Petrovo Selo je općina u Hrvatskoj. Nalazi se u Brodsko-posavskoj županiji.

## Zemljopis

### Naselje Staro Petrovo Selo
Naselje Staro Petrovo Selo obuhvaća katarskom površinom 33,1 km2, odnosno 5752 kat. jutra, smješteno u zapadnom dijelu Brodsko-posavske županije i sjedište je Općine Staro Petrovo Selo. Naselje je uz glavnu cestu u dužini 4,6 km istok-zapad i sporednu sjever-jug u dužini 3 km. Naselje je gusto naseljeno zbijenog tipa, planski građeno od Vojne krajine.
Sjeverno od sela zemljište se postepeno diže prema obroncima Požeške gore, šljunkovito, nastalo taloženjem potoka bujičara, Viši predjeli pogodni su za gajenje vinove loze i voćaka, a niži za sve ratarske kulture. Južnije od sela zemljište se spušta sve do rijeke Save. Naplavna je nizina nastala poplavljivanjem rijeke Save i potoka sa sjevera. Do izgradnje nasipa na Savi i melioracijom zemljište je bilo močvarno na kojemu su rasle močvarne biljke (Sitnjača, Crnče) i hrastove šume. Danas je pogodno za sve ratarske kulture.

### Općina Staro Petrovo Selo
Općina se proteže istočno od grada Nove Gradiške, uz autocestu Zagreb-Lipovac. Na sjeveru se općina proteže pod i na padinama Požeške gore.
Općina zauzima površinu od 141 četvorni kilometar, a gustoća naseljenosti iznosi 45 stanovnika po četvornom kilometru. Zapadno od općine nalazi se općina Rešetari, sjevero-zapadno općina Cernik, istočno općina Nova Kapela, dok se južno i jugo-istočno nalazi općina Davor.

## Stanovništvo
Stanovništvo prema popisu iz 2011. u općini živi 5.186 stanovnika.
- Blažević Dol  	   154
- Donji Crnogovci      131
- Godinjak  	   664
- Gornji Crnogovci     98
- Komarnica 251
- Laze  	            314
- Oštri Vrh  	    162
- Starci   4
- Staro Petrovo Selo 1.572
- Štivica  	            586
- Tisovac   363
- Vladisovo  	     14
- Vrbova              873

### Etnički sastav 2001.
- Hrvati 6.215
- Srbi 46
- Česi 12
- Ukrajinci 6
- ostali, nepoznato 73

| broj stanovnika | 4041  | 4092  | 4050  | 5464  | 5951  | 7360  | 7386  | 8232  | 8946  | 9095  | 8947  | 8260  | 7384  | 7175  | 6352  | 5186  | 4110  |
|                 | 1857. | 1869. | 1880. | 1890. | 1900. | 1910. | 1921. | 1931. | 1948. | 1953. | 1961. | 1971. | 1981. | 1991. | 2001. | 2011. | 2021. |

| broj stanovnika | 1167  | 1134  | 1117  | 1671  | 1669  | 2088  | 1980  | 2292  | 2298  | 2382  | 2309  | 2280  | 2239  | 2327  | 2034  | 1572  | 1277  |
|                 | 1857. | 1869. | 1880. | 1890. | 1900. | 1910. | 1921. | 1931. | 1948. | 1953. | 1961. | 1971. | 1981. | 1991. | 2001. | 2011. | 2021. |

## Povijest
Područje Starog Petrovog Sela naseljeno je od pradavnih vremena o čemu govore arheološki nalazi od kamena, gline i bronce pronađeni iznad Oštrog Vrha, ali su oni nedovoljno istraženi pa je sve znanje o tom vremenu dosta oskudno i znanstveno nepotvrđeno. Za rimskog razdoblja (stari vijek) ovo područje pripadalo je provinciji Donja Panonija sa sjedištem u Sisku (Siscija). Rimljani, kao vrsni graditelji cesta, povezali su svoje provincije s Rimom pa su tako izgradili cestu koja povezuje Sisak (Sisciju) - Brod (Marsoniju) - Vinkovce (Cibale) - Osijek (Mursu) i dalje do Rumunjske (Dacije). Misli se da je ovaj kraj za rimskih vremena bio vrlo uređen jer su Slavoniju nazivali " Čar svijeta" ("Delicise Mundi"). Ova rimska cesta išla je južnim obroncima slavonskih gora jer je južnije zemljište prema Savi bilo močvarno i ona je temelj svih budućih cesta koje su povezivale zapad i istok Hrvatske (današnji drum i autocesta). Uz cestu su nastajala naselja pa je za pretpostaviti da je na području današnjeg sela bilo neko naselje. Kuće su građene od drveta i prijesne cigle pokrivene slamom, materijalom koji nije dugovječan. Raspadom Rimskog Carstva, rimska ceste gube svoje značenje, zapuštene su, a zbog stalnih ratova kroz cijeli srednji vijek i dio novog vijeka, stanovništvo se preseljava u gorske predjele, sela propadaju.
Na područje Donje Panonije naseljava se početkom 7. stoljeća hrvatsko stanovništvo koje potpada pod utjecaj franačkih vladara. Knez Posavske Hrvatske Ljudevit diže ustanak koji ne uspijeva. Oko 925. Tomislav, hrvatski kralj, ujedinjuje hrvatske zemlje koje će biti samostalne do 1102. kada na hrvatsko prijestolje dolazi mađarski kralj Koloman i stvorena je Hrvatsko-Ugarska Država u čijem su sastavu naši krajevi do 1527. kad, poslije sukoba s Turcima, za novog vladara hrvatsko i mađarsko plemstvo izabra Ferdinanda, iz porodice Habsburg, za svog vladara. Slavonija je pod Turcima i odvojena od drugih dijelova Hrvatske.
Iz tog razdoblja, kasnog srednjeg vijeka (13. – 16. st.), potječu i prvi pisani dokumenti koji su vezani za Staro Petrovo Selo. Na području današnjeg sela Zapolja i okolice nalazili su se u srednjem vijeku posjedi plemića Borića koji su u srodstvu s rodom Zapolja. Zapolje se u 14. stoljeću pretvaraju u moćno plemstvo čije podrijetlo vuku od plemića Tvrde koji je na području iznad Tisovca podigao Tvrdić-grad. Najpoznatiji od Zapolja bio je Ivan koji je glavni konkurent Ferdinandu Habsburškom na hrvatsko-ugarsko prijestolje. Ivan u tim borbama gubi i povlači se na područje Erdelja i umire 1540. Nasljeđuje ga Ivan Sigismund čijom smrću 1571. se gasi rod Zapolja. Jedan od savjetnika na njegovom dvoru bio je Petar Petrović koji je potjecao iz požeškog kraja. Petrovići su bili kaštelani (kaštel-utvrda) Kamengrada iznad Velike, a imali su tvrđavu Petrov-grad iznad Oštrog Vrha ispod koje je nastalo naselje Petrović-selo.
U srednjem vijeku spominje se na ovom području i Mitrovo Selo. U Spomenici novokapelačke župe piše: "Od parohije novokapelačke otrgnuta su mjesta Vrbova Komarnica i Štivica za novoosnovanu parohiju u Mitrovom Selu koja je bila filijala župe u Cerniku." Znači da je Mitrovo selo moralo biti veće naselje kada je postalo sjedište parohije (župe). Gdje je bilo, bolje reći, koji dio današnjeg Petrova Sela je bilo Mitrovo Selo, ne može se utvrditi. Zna se da su zemlju zapadno od današnjih Luka oko 1376. imali sinovi nekog Demetrija jednog od potomaka plemića Petrovića od Požege. Pretpostavlja se da je naziv Mitrovo Selo izveden iz imena Demetrije - Mitar (ikavicom). Stanovništvo ovih naselja je izrazito hrvatsko i govori ikavskim narodnim govorom. 
Na nestanak ovih naselja i njihovih imena imat će presudan utjecaj događaji poslije 1530. godine kad Slavoniju zauzeše Turci. Prema zapisima zagrebačkog biskupa Šimuna "na području od Broda i Đakova do Cernika i Gradiške islam je primilo 3/4 stanovništva" U skoro 150 g. turske vladavine našim krajem mijenja se nacionalni sastav stanovništva, običaji pa čak i jezik u koji se unose mnogi turcizmi (avlija, kapija, ćuprija...).

## Gospodarstvo
Staro Petrovo Selo vrlo je poznato po svojoj mljekarskoj industriji. Mliječni proizvodi od kojih su najcjenjeniji sirevi izrađuju se po starim recepturama i od mlijeka domaćih krava.

## Poznate osobe
- Željko Houdek (Jacques Houdek), dance/soul pjevač, iz Crnogovaca.
- Jula Ivanišević,  časna sestra, jedna od Drinskih mučenica, proglašena blaženom, rodom iz Godinjaka, a krštena u župi St. Petrovo Selo.

## Spomenici i znamenitosti
- Barokna crkva iz 18 st. koja je posvećena Sv. Antunu Padovanskom

## Obrazovanje
- Osnovna škola Ivana Gorana Kovačića

..."19. rujna 1829. godine donesena je odredba dvorno-vojnog propisa o uvođenju narodnih učiona u svih većih selih", a 1.IX.1830. započela je nastava u školi u Crnogovcima i Lazama. Nastava je u početku održavana u privatnim kućama. Od 1838. do 1856. godine škola za crnogovačku i Lazansku djecu je bila u nekadašnjoj mrtvačnici gdje su 1836. i 1837. godine sklanjali umrle od boginja i kuge. U narodu se zvala "stara škola". Prva školska zgrada i učiteljski stan sagrađena je 1856. godine, a srušena je 2004. Sadašnja školska zgrada s jednom učionicom u Donjim Crnogovcima sagrađena je 1895. godine i danas je u upotrebi.
...godine 1777. u Lazama je bila škola, koja je uz školu u Oriovcu (iz 1775.) najstarija škola u Brodsko posavskoj županiji (Antun Cuvaj: Građa za povijest školstva).
Škole u Tisovcu (1911.),Godinjaku (1938.), Starci (1949.)osnovane su znatno kasnije.

## Kultura
KUD "Tamburica"

## Šport
- NK Slavija Staro Petrovo Selo, 2. ŽNL Brodsko-posavska (2009./10.)
- RK Slavija (rukometni klub) je u 2. HRL

## Vanjske poveznice
- Staro Petrovo Selo
- Turistička zajednica grada Nove Gradiške
- Osnovna škola Ivana Gorana Kovačića  Arhivirana inačica izvorne stranice od 12. svibnja 2019. (Wayback Machine)